# پالاس د ری
پالاس د ری (به اسپانیایی: Palas de Rey) یک دهستان در اسپانیا است که در استان لوگو واقع شده‌است. پالاس د ری ۱۹۹٫۶۸ کیلومتر مربع مساحت و ۳٬۶۷۸ نفر جمعیت دارد و ۵۳۴ متر بالاتر از سطح دریا واقع شده‌است.